# Erwin Janchen
Emil Erwin Alfred Ritter von Janchen-Michel (* 15. Mai 1882 in Vöcklabruck; † 10. Juli 1970 in Wien) war ein österreichischer Botaniker. Sein offizielles botanisches Autorenkürzel lautet „Janch.“.

## Leben und Wirken
Er promovierte 1923 an der Universität Wien. Wissenschaftlich tätig war er im Botanischen Institut der Universität, ab 1933 der Tierärztlichen Hochschule Wien sowie als Vizedirektor und ab 1933 Direktor des Botanischen Gartens in Wien. Er unternahm mehrere Forschungsreisen.
Unter den von Janchen zuerst beschriebenen Pflanzen ist auch die in Österreich beheimatete Wildform des Rübsens (Brassica rapa subsp. silvestris, Co-Autor ist hier Gustav Wendelberger). Janchen war Mitglied des Deutschen Klubs und seit dem 1. Juli 1940 Mitglied der NSDAP.

## Schriften
- Flora von Wien. (19..)
- Flora des Burgenlandes. (19..)
- Kleine Flora von Wien und Burgenland. 1953, mit Gustav Wendelberger
- Flora von Wien, Niederösterreich und Nordburgenland. Wien 1966–1975; 2. Auflage, Wien 1977 (zobodat.at [PDF]).